# Coupe d'Algérie de basket-ball 1983-1984
Navigation
Coupe d'Algérie 1982-1983 Coupe d'Algérie 1984-1985
La Coupe d'Algérie 1983-1984 est la 15e édition de la Coupe d'Algérie de basket-ball, compétition à élimination directe mettant aux prises des clubs de basket-ball amateurs et professionnels affiliés à la fédération algérienne de basket-ball.

## finale
- 14 juin 1984 a alger (stade ghermoul) ,mahussein dey - irb alger (80-74) .
- MAHD : barka , tayeb ben abbés , mostefai , rekik , driss , bouali , adel , tounsi , benadim , filali . * entraineur : groudine igor .
*** IRB ALGER : lahbib , boulouf , kherriou , chouiha , ghedioui , maali , mostaghalmi , mokrani , sekhi , hadhar , saad , terai ,  , * entraineur : terai r .